# Giuseppe Terragni (politician)
Giuseppe Terragni (n. 18 martie 1902, Como, Lombardia, Regatul Italiei – d. 11 august 1963) a fost un politician italian.